# Sarah Allen (missionnaire)
Pour les articles homonymes, voir Allen.
Sarah Bass Allen, également connue sous le nom de Sara Allen  et de Mère Allen, née en 1764 dans le comté de l'île de Wight, dans la colonie de la Virginie et morte 16 juillet 1849 à Philadelphie dans l'État de la Pennsylvanie était une abolitionniste américaine et missionnaire de l'Église épiscopale méthodiste africaine (AME). Elle est connue pour avoir été l'épouse et la compagne de route de Richard Allen, fondateur et premier évêque de l'AME et cofondateur avec Absalom Jones de la Free African Society, considéré comme premier leader afro-américain du mouvement des droits civiques en faveur des Afro-Américains. Au sein de cette Église, Sarah est également connue sous le nom de "Mère Fondatrice".

## Biographie

### Jeunesse
Sarah Bass est née esclave en 1764 dans le comté de l'île de Wight, en Virginie À l'âge de huit ans, elle est envoyée à Philadelphie, en Pennsylvanie. Avant les années 1800, on ne sait quasiment rien de sa vie là bas, si ce n'est qu'elle est parvenue à obtenir sa liberté, puisqu'elle est qualifiée de "femme libre" dans des documents datant de 1802.

### La vie à Philadelphie et la fondation de l'AME
Lors d'une réunion de la Free African Society ,Richard Allen propose la construction d'une église méthodiste à Philadelphie qui serait financée par elle et les Afro-Américains, le projet est accepté. Richard Allen achète un ancien atelier de forgeron qu'il va aménager en église. En 1794, est inaugurée la Bethel Church qui est consacrée par l'évêque méthodiste Francis Asbury,,,. Le nom de Bethel fait référence à un lieu biblique qui se traduit par « Maison de Dieu ».
À partir de 1816, la Bethel Church devient la Mother Bethel A.M.E. Church car elle devient l'église mère des différentes églises qui se joindront à l'Église épiscopale méthodiste africaine (AME), la première Église afro-américaine indépendante fondée par des Afro-Américains pour des Afro-Américains,,.
Il semblerait qu'elle ait connu Richard Allen lors de l'épidémie de fièvre jaune qui a frappé Philadelphie en 1793 (Cf. 1793 Philadelphia yellow fever epidemic (en)). Parce que la maladie a mis plus de temps à être diagnostiquée chez les Afro-Américains, certains ont cru qu'ils étaient immunisés contre la fièvre jaune. Adhérant à cette croyance, le médecin Benjamin Rush, l'un des signataires de la Déclaration d'indépendance, écrit à Richard Allen, pour lui demander de mobiliser des Afro-Américains pour qu'ils deviennent infirmiers pour assister les malades et les mourants. Bien que ne croyant à cette rumeur de l'immunité des Afro-Américains, Richard Allen et Absalom Jones répondent de façon favorable à la supplique de Benjamin Rush en lui disant « Il est  de notre devoir de faire tout le bien que nous pouvions à nos compagnons mortels souffrant ». C'est ainsi que dirigeants de la communauté afro-américaine de Philadelphie vont s'organiser pour apporter soins et assistances à leurs concitoyens blancs infectés,. Les Afro-Américains ont rempli les missions de soins et d'assistance que leurs concitoyens blancs ne pouvaient pas ou ne voulaient pas faire. ils ont non seulement soigné les malades, mais se sont également chargé des funérailles et ont servi de fossoyeurs et ont assuré les mesures d'hygiène pour que l'épidémie ne se propage pas en enterrant ou brûlant les lits, les draps et les vêtements. Richard Allen, Absalom Jones et William Gray ont coordonné et organisé le travail de soin et d'assistance en mobilisant et recrutant les Afro-américains et chaque jour, ils rendent compte des actions réalisées auprès des représentants de la ville,. Et c'est comme infirmière que Sarah Allen aurait rencontré Richard Allen.
Sarah était très impliquée dans la vie de cette Eglise, fondée par son mari, elle y sera la première femme missionnaire et y prendra le surnom de Mère fondatrice,.
Les Allen cachaient et s'occupaient d'esclave fugitifs, faisant de leur maison une des étapes du chemin de fer clandestin,.
En 1827, Sarah fonde les Filles de la Conférence, dont les membres aident les ministres masculins de l'AME. Ainsi, Les femmes nourrissaient et soignaient ces derniers, souvent désordonnés en plus d'être pauvres  Les femmes avaient également fondé un cercle de couture pour confectionner des vêtements pour les ministres, ou effectuer de menues réparations. Les Filles de la Conférence ont ensuite été rebaptisées Sarah Allen Women's Missionary Society.

### Vie personnelle
En 1801, elle rencontre Richard Allen et l'épouse le 18 août 1801, la cérémonie est célébrée par le révérend Ezechiel Cooper, un prêtre méthodiste. Ils auront six enfants: Richard Jr., James, John, Peter, Sara et Ann.Sarah s'occupe des finances de la famille ainsi que des tâches domestiques.
Sarah Allen est décédée le 16 juillet 1849 dans la maison de sa sœur cadette à Philadelphie.
Elle est inhumée aux côtés de Richard Allen à la Mother Bethel A.M.E. Church .